# 汉莎航空2904号班机事故
汉莎航空2904航班是一班从德国法兰克福飞往波兰华沙的一趟航班，由空中客车A320-200值飞。1993年9月14日在奥肯切国际机场降落时冲出跑道。

说明第一个主起落架接地和第二个起落架接地和制动器接合之间经过的时间。

## 事發過程
汉莎航空2904航班获准在奥肯切国际机场跑道11降落，并获悉本场存在风切变。 为了弥补侧风带来的风阻，飞行员试图在飞机略微向右倾斜并以大约比平时快20節（37每小時；23英里每小時）的速度降落。根据手册，这是报告天气状况的正常程序，但天气报告不是并未得到更新。在接地的那一刻，侧风从风速20节变换到了顺风20節（37每小時；23英里每小時）。随着速度的增加，飞机以大约170節（310每小時；200英里每小時）并且远远超过其应该降落的的接地点；右起落架在离跑道入口内移处770（2,530英尺）远的地方着陆。 9 秒后，左起落架在离跑道入口内移处1,525（5,003英尺）远的地方接地。只有当左起落架接地时，扰流板和推力反向器才开始展开，这些系统依赖于阻尼器（减震器）压缩。
跑道的剩余长度（从制动系统开始工作的那一刻起）太短，无法使飞机停下。眼看逼近跑道尽头和后面的障碍物，飞行员驾驶飞机离开跑道向右。飞机以72節（133每小時；83英里每小時）并滚动90（300英尺） ，然后用左翼击中路堤和航向台天线。左翼区域发生火灾，并侵入客舱。  70 名乘客中有两人死亡，包括因撞击而死亡的训练机长（当时正坐在右侧座位上）和一名因机舱内充满烟雾然后失去知觉而无法逃生的乘客。

## 事故原因
- 事故的主要原因是机组人员的错误决定。 [1]其中一些决定是根据机组人员所收到的风切变信息做出的。伴随着风参数的剧烈变化，以及跑道因大雨造成跑道湿滑。
- 管制员缺乏当前的天气信息。因此，无法将最新的天气信息传达给机组人员。

还有一些原因涉及飞机的某些设计缺陷。计算机阻止了地面扰流板和推力反向器的激活，直到在每个主起落架支柱上感应到至少 6.3 吨的最小压缩载荷，从而阻止机组人员在满足此条件之前通过两个系统实现任何制动动作。

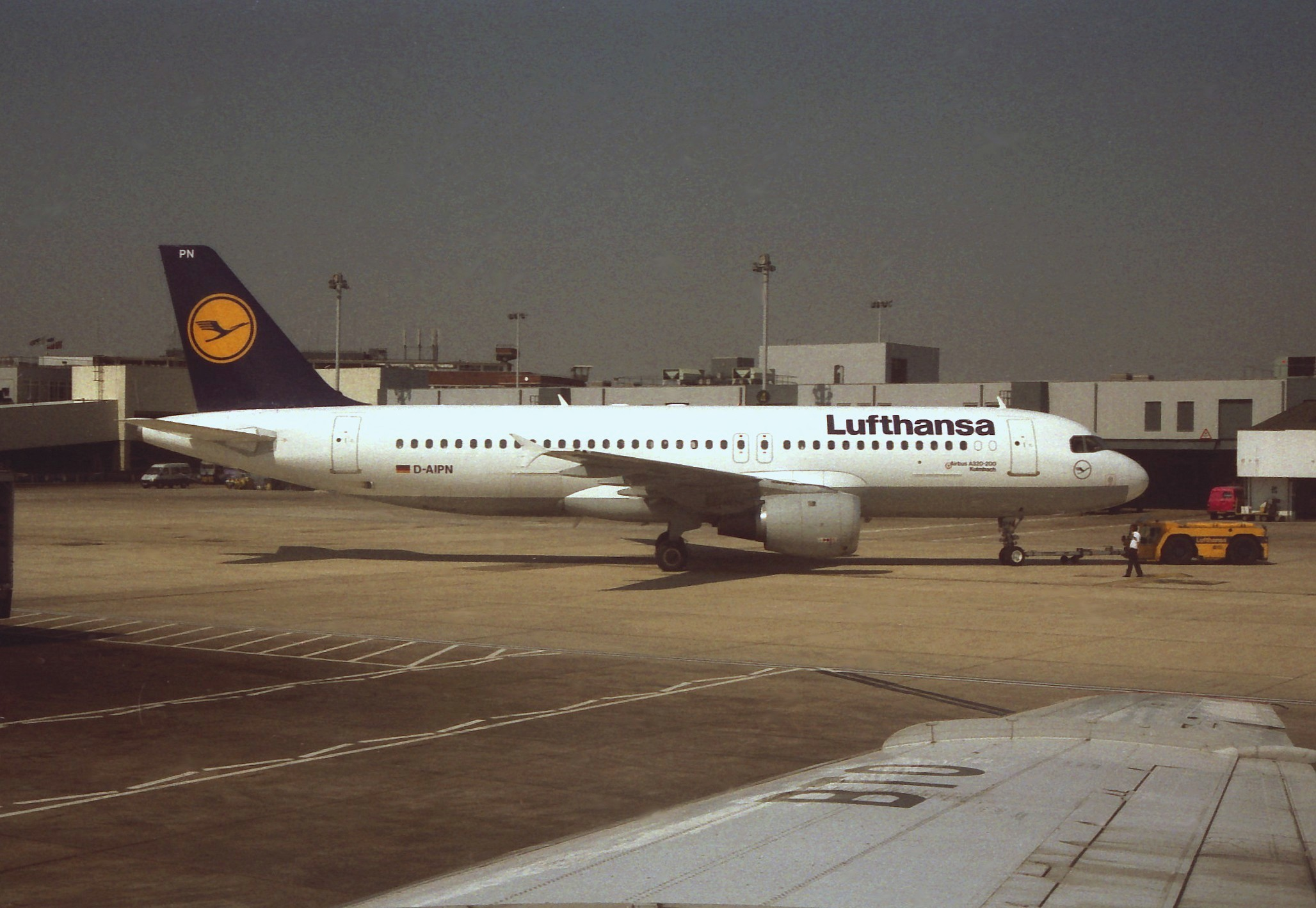
D-AIPN，拍摄于1991 年

### 飞机系统
为了确保反推力系统和扰流板仅在着陆情况下激活，软件必须确保飞机在地面上，即使系统选择在空中。只有在每个主起落架支柱上至少有 6.3吨或飞机的轮子转动速度超过72節（133每小時；83英里每小時） 。
只有当第一个条件被激活时时，反推才能被启动。飞行员无法超越电脑指令并手动激活系统。
在华沙事故的情况下，前两个条件都不满足，因此最有效的制动系统没有启动。由于飞机倾斜着陆（以抵消预期的侧风），两个起落架上触发传感器所需的 12 吨总压力没有达到。由于湿跑道上的滑水效应，飞机的起落架并没有达到最低转速。
只有当左起落架接触跑道时，飞控计算机才允许地面扰流板和发动机推力反向器工作。由于大雨中刹车距离过长，飞机无法在跑道尽头前停下。直到距离 11 号跑道中点 125 米，计算机才真正识别出飞机已经着陆。

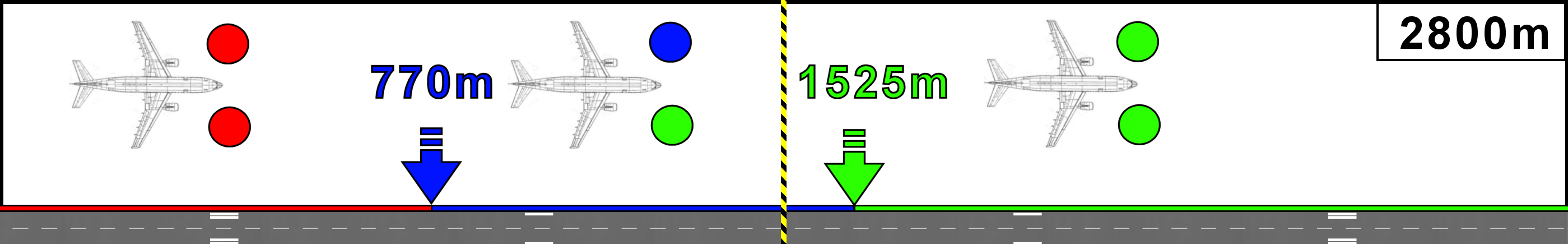
相对于主起落架触地距离的图示。条纹线标记 1400 m，将跑道一分为二。红色表示起落架未着地，蓝色表示打滑，绿色表示轮子着地。

## 乘客和机组人员
由于撞击，起火并侵入机舱，造成一名乘客死亡。副驾驶也因碰撞而死亡。共有51人重伤（包括2名机组人员），5人轻伤。

## 类似事故
- 法航 358 航班，2005年，一架空客 A340 (F-GLZQ)在多伦多皮尔逊国际机场冲出跑道坠毁。
- 天马航空 3054 航班，一架空客 A320 (PR-MBK) 于 2007 年在圣保罗-孔戈尼亚斯机场冲出跑道并坠毁在附近的一个加油站。